# Robert Langlands

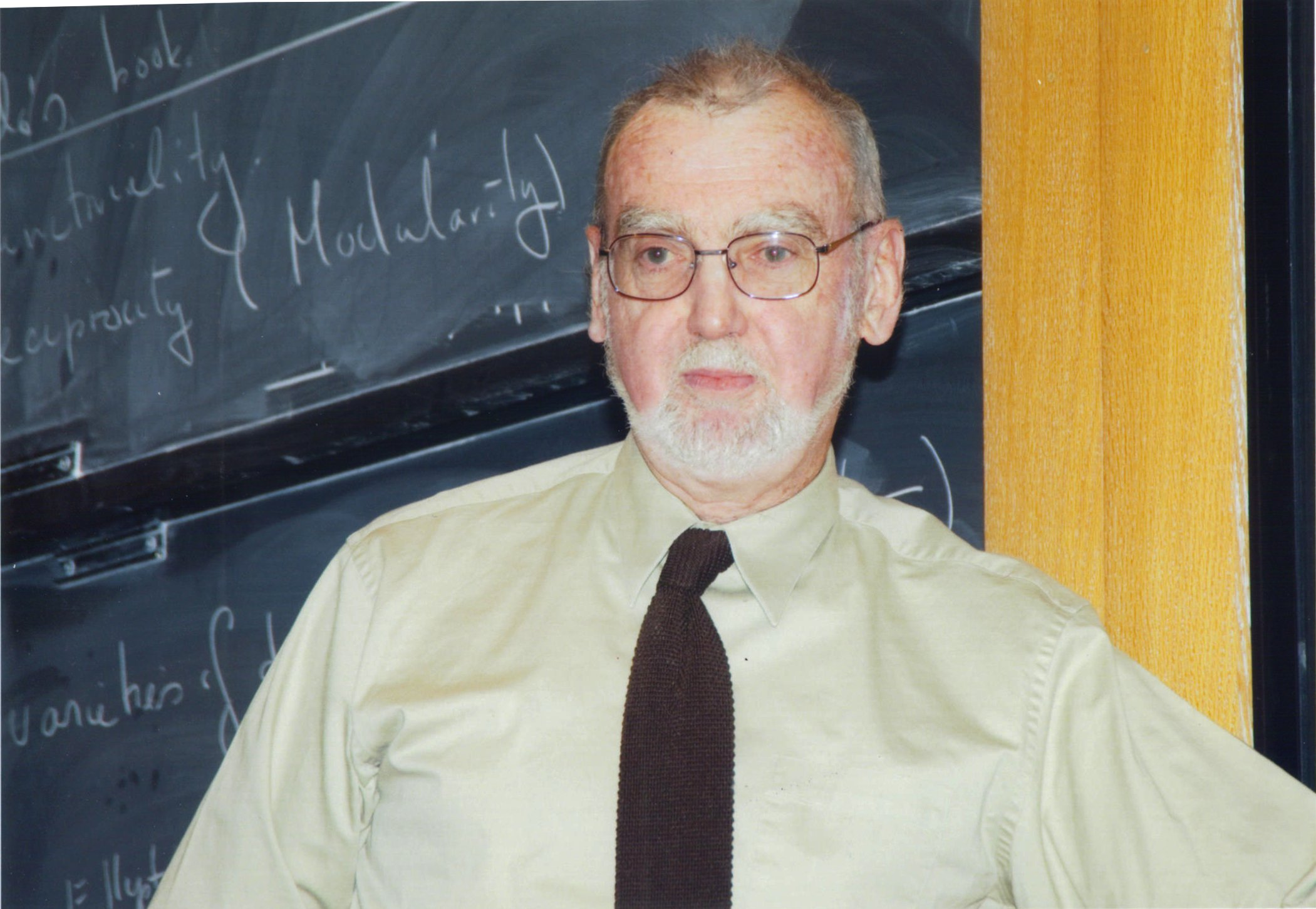
Robert Langlands

Robert Phelan Langlands (New Westminster, British Columbia, 6 oktober 1936) is een emeritus professor aan het Institute for Advanced Study in Princeton. Zijn werk over automorfe vormen en de representatietheorie heeft een grote invloed gehad op de getaltheorie.

## Opleiding en academische carrière
Langlands behaalde in 1957 zijn B.A. aan de universiteit van Brits-Columbia. Een jaar later verkreeg hij daar een M.Sc.. Vervolgens ging hij naar Yale University waar hij in 1960 zijn Ph.D. behaalde. Van 1960-1967 werkt hij aan de Princeton University, waar hij de rang van associate professor bereikte. In de jaren 1967-1972 werkte hij aan Yale University. In 1972 werd hij benoemd tot Hermann Weyl-professor aan het Institute for Advanced Study. In 2007 ging hij met emeritaat.

## Onderzoek
Zijn proefschrift was op het gebied van de analytische theorie van halfgroepen. Zijn interessesfeer verlegde zich daarna naar de representatietheorie, waar hij de methoden van Harish-Chandra aanpaste naar de theorie van de automorfe vormen. Zijn eerste prestatie op dit gebied was een formule voor de dimensie van bepaalde ruimten van automorfe vormen, waarin bepaalde typen van discrete Harish-Chandra-reeksen verschenen.
Vervolgens construeerde hij een analytische theorie van Eisenstein-reeksen voor reductieve groepen met een rang groter dan één. Hij breidde zo het werk van Maass, Roelcke en Selberg uit de vroege jaren 1950 uit voor groepen van rang één, zoals {\displaystyle SL(2)}. Dit kwam neer op het in algemene termen beschrijven van continue spectra van rekenkundige quotiënten en het vervolgens laten zien dat alle automorfe vormen in termen van "cusp"-vormen ontstaan en dat de residuen van Eisenstein-reeksen geïnduceerd uit "cusps"  kleinere subgroepen vormen. Als eerste toepassing bewees hij gedefinieerd over de rationale getallen het vermoeden van Weil over Tamagawa-getallen voor de grote klasse van willekeurige enkelvoudig verbonden Chevalley-groepen. Voorheen was dit alleen in enkele geïsoleerde gevallen en voor bepaalde klassieke groepen bekend, waar dit kon worden aangetoond door middel van inductie.
Als een tweede toepassing van dit werk was hij in staat om te laten zien een dat meromorfe voortzetting zich voordoet in een grote klasse van {\displaystyle L}-functies in de theorie van de automorfe vormen. Dit was niet eerder bekend. Dit fenomeen trad op in de constante termen van Eisenstein-reeksen. Zowel de meromorficiteit alsook een zwakke functionaalvergelijking bleken de consequentie waren van functionele vergelijkingen voor Eisenstein-reeksen. Dit werk leidde, in de winter van 1966-1967, op zijn beurt tot de zeer bekende vermoedens, die deel uitmaken van wat nu vaak het Langlands-programma wordt genoemd.
Zeer grofweg houdt het Langlands-programma een enorme veralgemening in van eerder bekende voorbeelden van wederkerigheid (reciprociteit), met inbegrip van (a) de klassieke klassenveldtheorie, waarin karakters van lokale en rekenkundige abelse Galoisgroepen respectievelijk worden geïdentificeerd met karakters van lokale multiplicatieve groepen en met de idèle quotiëntgroep;  (b) de eerdere resultaten van Eichler en Shimura, waarin de Hasse-Weil-zèta-functies van rekenkundige quotiënten van het bovenhalfvlak worden geïdentificeerd met {\displaystyle L}-functies die zich in Heckes theorie van de holomorfe automorfe vormen voordoen. Deze vermoedens werden voor het eerst in relatief volledige vorm geponeerd in een beroemde brief van Langland aan Weil, die hij in januari 1967 schreef. Het was in deze brief dat hij wat sindsdien bekendstaat als de {\displaystyle L}-groep introduceerde en hiermee de notie van functorialiteit.
Functorialiteit, de {\displaystyle L} -groep, de strikte introductie van adelische algebraïsche groepen, en de daaruit volgende toepassing van de representatietheorie van reductieve groepen over lokale velden veranderde de manier waarop onderzoek naar automorfe vormen werd uitgevoerd op drastische wijze. Langlands's introductie van (of in gevallen waar anderen eerder werk hadden gedaan, zijn benadrukking van) deze noties brak grote en tot op zekere hoogte hardnekkige problemen op in kleinere en meer behapbare onderdelen. Zo maakten zij de oneindig dimensionale representatietheorie van reductieve groepen tot een belangrijke gebied van wiskundige activiteit.
Functorialiteit is het vermoeden dat automorfe vormen op verschillende groepen in termen van hun {\displaystyle L}-groepen  gerelateerd moeten zijn. Als een voorbeeld van dit vermoeden wees Langlands brief aan Weil op de mogelijkheid van het oplossen van het bekende vermoeden van Artin met betrekking tot het gedrag van Artins {\displaystyle L}-functies, een hoop die deels werd gerealiseerd door Langlands latere werk over verandering van basis. In haar toepassing op het vermoeden van Artin koppelt functorialiteit aan elke {\displaystyle N} dimensionale representatie van een Galoisgroep, een automorfe representatie van de adelische algebraïsche groep van {\displaystyle GL(N)}. In de theorie van de Shimura-variëteiten associeert het automorfe representaties van andere groepen ook aan bepaalde {\displaystyle l}-adische Galois representaties.
Het boek door Hervé Jacquet en Langlands over {\displaystyle GL(2)} presenteerde een theorie van automorfe vormen voor de algemene lineaire groep {\displaystyle GL(2)}. Het poneerde onder andere de Jacquet-Langlands-correspondentie die laat zien dat functorialiteit in staat was om heel precies uit te leggen hoe automorfe vormen voor {\displaystyle GL(2)} gerelateerd zijn aan die uit de quaternionenalgebra. Dit boek paste de adelische spoorformule voor {\displaystyle GL(2)} en quaternionenalgebra toe om dit te doen. Vervolgens slaagde James Arthur, toen Langlands aan Yale was verbonden, een van zijn studenten, er in de spoorformule voor groepen van hogere rang te ontwikkelen. Deze spoorformule is uitgegroeid tot een belangrijk instrument in het aanvallen van functorialiteit in het algemeen, en is in het bijzonder toegepast om aan te tonen dat de Hasse-Weil-zèta-functies van bepaalde Shimura-variëteiten tot de {\displaystyle L}-functies behoren die voortvloeien uit automorfe vormen.
Het vermoeden van functorialiteit is verre van bewezen, maar een speciaal geval (het octahedrale vermoeden van Artin, dat werd bewezen door Langlands en Tunnell) was het startpunt van Andrew Wiles' aanval op het vermoeden van Taniyama-Shimura en de laatste stelling van Fermat.
In het midden van de jaren 1980 richtte Langlands zich meer op de natuurkunde. Hij was in het bijzonder geïnteresseerd in de problemen van percolatie en hoekgetrouwe invariantie.
In latere keerde zijn aandacht terug naar automorfe vormen. Hij werkte met name aan een thema dat hij "voorbij endoscopie" noemde.
In 1995 startte Langlands een samenwerking met Bill Casselman van de universiteit van Brits-Columbia met als doel om bijna al zijn geschriften, waaronder publicaties en preprints, alsook een geselecteerd deel van zijn particuliere correspondentie op het internet te zetten. De correspondentie bevat onder andere een kopie van de originele brief aan Weil waarin Langlands de L-groep introduceert.

## Prijzen
Langlands ontving in 1996 de Wolfprijs en in 2006 de Nemmersprijs in de wiskunde als erkenning voor zijn werk. Op 20 maart 2018 werd bekend dat hij de Abelprijs, de ‘Nobelprijs voor wiskunde’, zal ontvangen voor zijn werk dat leidde tot het Langlands-programma.